# La clínica loca
La clínica loca es una película argentina cómica de 1988 dirigida por Emilio Vieyra según su propio guion escrito en colaboración con el guion de José Dominiani. Es protagonizada por Gerardo Romano, Mónica Gonzaga, Noemí Alan y Tito Mendoza. Se estrenó el 5 de mayo de 1988.

## Sinopsis
Un hombre desocupado simula ser enfermero para trabajar en una clínica de salud, donde es confundido con un "supermacho" y seductor alemán.

## Reparto
- Gerardo Romano
- Mónica Gonzaga
- Noemí Alan
- Tito Mendoza
- Ricardo Lavié
- Norman Erlich
- Noemí Laserre
- Adriana Parets
- Daniel Lago
- Ana Marelli
- Andrés Redondo
- Alberto Busaid
- Gerardo Baamonde
- Jessica Schultz
- Jorge Bazá de Candia
- Atilio Veronelli
- Divino Vivas
- Analía Ivars

## Comentarios
Marcelo Fernández en El Cronista Comercial dijo:

«Loco es aquel que vea esta clínica obviable.»

Manrupe y Portela escriben:

«Otra de clínicas con gags prehistóricos en torno a lo sexual.»